# 이나다 테츠
이나다 테츠(稲田 徹, いなだ てつ, 1972년 7월 1일- )는 일본의 남성 성우이다. 아오니 프로덕션 소속. 도쿄도 하치오지시 출신.

## 출연작품
※굵은 글씨는 주역·메인 캐릭터

### TV애니메이션,게임
시기불명
- 짱구는 못말려 (거인,장사,사진가게,군고구마 가게,외)

1994년
- 미소녀전사 세일러문S(남성)

1995년
- 키테레츠 대백과(스포츠 선수,병사)

1996년
- 게게게의 키타로(제4작) (1997년 - 1998년, 水ほうこう、客B、山爺)
- 드래곤볼 GT (1996년 - 1997년, 루드, 아리지고쿠모도키, 비스, 공룡, 에비치 리, 인조인간 19호 외)

1997년
- 닥터 슬럼프(그레이트 카라멜맨 FX)

1998년
- DT에이트론 (집사)
- 닥터 슬럼프 (1998년 - 1999년 그레이트 카라멜맨 FX, 카라우산 도깨비)
- 도라에몽 (TV 아사히판 제1기) (주인, 자동차2, TV 아나운서, 목장 사람2)
- B비다맨 폭외전 (비다켄슈타인)
- 유☆희☆왕(제1작)(담임,죠우노치의 아버지)

1999년
- ∀건담(하리·오드)
- 신 팔검전(코뿔소)
- 닌타마 란타로(1999년 - 2002년, 닌자2, 아부라카타 타케라 <활쏘기> <초대>, 주인, 나메타케 타케타케, 독타케 닌자1 외)
- ONE PIECE (1999년 - 2014년, 리치, 패티, 푸딩, 리퍼〈2대〉, 블로기, 잇시 20, 라판, Mr.1, Dr. 포툰, 레이크, 지저스 버제스, 타일스톤, 아비의 아버지, 고릴라 대령, 봄바 외))

2000년
- 이누야샤(온 하늘,무코츠)
- 반드레드
- 격동! 역사를 바꾸는 남자들~애니메이션 시즈오카현 역사 (타운젠트 해리스)
- 승부사 전설 테츠야(이소치 교관)
- 주간 스토리 랜드 (2000년 - 2001년 마사토, 남자, 중년 선생님2)
- 조이드 (사령관, 헌터)
- 하지메의 일보(기자, 래리 베르나르도) - 2시리즈
- BRIGADOON 마린과 메란(이와이 형사)
- 마슈란보(플라이인, 사냥벌인, 트롤카드리안)

2001년
- GROOVE ADVENTURE RAVE (겐마, 마르코 베른주)
- 격투! 크래쉬 기어 TURBO (곳토 마마)
- 노노짱 (헌팅남)
- 스크라이드(리더)
- Z.O.E Dolores,i(제1의 얀)
- 테일즈 오브 이터니아 THE ANIMATION(이프리트, 남1, 벨카밀러스 주인, 무관1)

2002년
- 아소봇토 전기 고쿠(가르트)
- 왕도독JING
- Weis kreuz Gluhen(시모지마 마사토)
- OVERMAN 킹게이너(신진, 철도대원2, 직원)
- Kanon(이시바시 선생님)
- 키디·그레이드(에이오)
- 근육맨II세(위병, 아나콘다, サムゥ, MAX맨, 데드시그널, 미남머슬)
- 전광초특급 히카리안(신칸센 E4계 전철 라이트닝 E4 파워, 닥터 옐로우, 미나요 아빠, 지신수 스핑크스)
- 폭투선언 다이간다(브라이온/다이가 라이온)
- 풀 메탈·패닉! (2002년 - 2003년 아카기 류노스케, 와플, 이시하라, TV드라마 학생)
- 봄버맨 잭터즈(오야봉)
- 명탐정 코난(2002년 - 2021년, 감식, 사이토 형사, 접수계 A, 프론트계, 츠치다 요시히로, 코바야카와 로쿠로)

2003년
- 에어마스터 (고다, 사야마, 군함머리, 케어리)
- 고로케!(카페라테)
- 괴!!크로마티 고교(마에다 아키라)
- FIRESTORM(시드, 로버트, 지령, 외계인, 감시원1)
- 풀 메탈·패닉? 후못후(와풀)
- 록맨 에그제 AXESS(소드맨 R)

2004년
- 특수전대 데카레인저(도기 크루거/데카 마스터)
- 아따맘마 (2004년 - 2006년 체육교사 선생님)
- 아가사 크리스티의 명탐정 포와로와 마풀(엘자의 남동생)
- 음양대전기 (2004년 - 2005년, 椿のゴロウザ、秋水のナマズボウ)
- 암굴왕(막시밀리앤 모렐)
- 현란무답제 더 마즈 데이브레이크(리치)
- SAMURAI 7(고로베)
- 지팡구(카도마츠 요스케)
- DAN DOH!!(아카노 타쿠야)
- 폭렬 천사(백란 SP)
- BLEACH(코마무라 사진, 아이카와)
- 유☆희☆왕 듀얼몬스터GX(마이크)
- 유메리아(이시카리 선생님)
- 록맨 에그제 Stream(소드맨 R)

2005년
- 아카호리 사토루 외도 아워 러브게(킨죠 유카)
- AIR(군사)
- 카미츄(데이브)
- 건퍼레이드 오케스트라(타니구치 류우마)
- 강식장갑 가이버(아프틈)
- 케로로 중사(로보 비전, 카미무라 선생님)
- Xenosaga THE ANIMATION(헬머)
- 츠바사·연대기(쿠로가네)
- 사나다 십용사 the Animation(나오유키)
- 트리니티 블레드(브라더 베드로)
- BUZZER BEATER(이완)
- BLOOD+(맥코이)
- 라무네(노부나가)

2006년
- 응석부리지 마!!(하츠대 씨)
- 괴 ? ayakashi? 화묘(오다지마)
- Kanon(이시바시 선생님)
- 네리마 무 브라더스
- 갤럭시 엔젤룬
- 지옥소녀2기(이토 미치오)
- 슈발리에 ~Le Chevalier D'Eon~ (루이 15세)
- 슈퍼로봇대전OG -디바인·워즈-(엘잠 V 브란슈타인)
- 스쿨럼블 2학기(고로(G팬텀))
- 츠바사·연대기 제 2 시리즈(쿠로가네)
- TOKYO TRIBE2(베니즈 점장,툿치)
- 내각권력범죄 강제단속관 자이젠 죠타로(토도 나오토)
- B-전설!배틀 비다맨 염혼 파이어 스피리츠(비다겐 슈타인)
- 신!(하피☆럭키)빅쿠리맨(마인 훅크)
- 신비한 별의☆쌍동이공주님Gyu!(퓨·챠)
- 무장연금(사루 와타루)
- 블랙잭21(간수)
- 꿈의 사도(나카오카 마사시)
- 유성의 록맨(오가미 쥬우로우)
- REC(아오모리)

2007년
- 엘 카자드(카를로스)
- 기동전사 건담00(정보가게,유엔 사무총장)
- 게게게의 키타로(2007년 - 2008년, 역주, 야마시타 선생님, 외바퀴, 하시모토)
- 델트라 퀘스트(칸부대 대장)
- 바쿠간 배틀 브롤러즈 (2007년 - 2010년 파브닐) - 2시리즈
- 일하는 키즈 마이 햄스터(드프리)
- 대나무 블레이드(이시바시 켄조 츠카사,데스아마)
- BUZZER BEATER2(이완)
- 마인탐정 네우로
- MOOONLIGHT MILE 2 nd시즌 -Touch down-(페데리코 , 브레나)
- 레 미제라블 소녀 코제트(글 메일)

2008년
- 앨리슨과 리리아(촌장)
- 이나즈나 일레븐
- 뱀파이어 기사 Guilty
- 우리집 3자메(아이치 씨)
- 달려라! 도라라(조연 다수(김호정))
- 식령 -제로- (이와하시 코오지)
- 기동전사 건담00 세컨드 시즌(가건물·지닌)
- 강철의 라인배럴(사와타리 타쿠로,토묘지의 아버지)
- 고르고13(베이비·루치아노,킨멜)
- 히메(휘류의 아버지)
- TYTANIA -타이타니아(돌맨)
- To LOVE -투 러브 트러블―(사육계 ,피카리 아버지)
- 네기파우스의 아사타로
- 묘지의 키타로(선생님)
- 배틀 스피리츠(주치의)
- 북두의 권 라오우 외전 : 하늘의 패왕(고람)
- 포켓몬스터 다이야몬드&펄(짐 리)
- 마크로스 F(스테이지 감독, 토쿠가와  키이치로, 오고타이, 조감독, 대장, 막료, 중년, 아스카 함장)
- 무한의 주인
- 모노크롬 팩터(타네다)
- 월드 디스트럭션~세계 박멸의 여섯 명~(아이스크림가게)

2009년
- 아냐마루 탐정 키르민즈(켄의 아버지(이노마타 테이조))
- 슬램업 파워 아라드 전기(풍진)
- 이나즈나 일레븐(감독)
- 우리집 3자메(형)
- 키디·걸랜드(에이오,페티)
- 케로로 중사(가미마을 선생님)
- 강각의 레기오스(가하르트·바레인)
- 코바토(이오료기(이오로기))
- 슬레이어즈 EVOLUTION-R(도적B)
- 창공항로(하후연)
- 문토33: 하늘을 올려다 본 소녀의 눈동자에 비친 세계(가스)
- 드래곤 볼 카이(우파)
- 파꽃의 아사타로（韋駄天の左平、黒豆関、トマトのフィーゴ）
- 강철의 연금술사 FULLMETAL ALCHEMIST(로아)
- 유☆희☆왕 5D's(이자요이 영웅)

2010년
- HIGHSCHOOL OF THE DEAD （暴漢）
- 슈퍼로봇대전OG - 디 인스펙터 (레첼 파인슈메커)
- 다마고치! (하나비치, 고와스치)
- 디지몬 크로스워즈
- 배틀 스피리츠 소년격패 단
- 리루프릿
- 페어리 테일 FAIRY TAIL
- 메탈파이트 베이블레이드 (중동DJ) 2시리즈

2011년
- 우리들에게 날개는 없다
- 카드 파이터 뱅가드 (신죠 테츠, 초차원로보 다이유우샤, 궁극차원로보 그레이트 다이유우샤, 암흑차원로보 리버스 다이유우샤) - 11시리즈
- SKET DANCE (테츠, 사천왕)
- 일상 (타카사키 마나부)
- 골판지전기 (2011년 - 2012년, 가쿠마 오쇼) - 2시리즈
- 누라리횬의 손자 (하나카이인 쇼고)
- 브레이드 (롬)
- 효게모노 (호조 우지나오)
- 진심으로 날 사랑해라!! (이타가키 류헤이)
- 라스트 엑자일 -은빛 날개의 팜- (아타모라)
- Rio RainbowGate! (플 하드)

2012년
- 창성의 아쿠에리온EVOL (학원장 / 사령)
- 에어리어의 기사 (감독, 주심, 심판)
- 노부나가의 야망 (이나바 잇테츠)
- 이것은 좀비입니까? 오브 더 데드 (이카메가로)
- 죠죠의 기묘한 모험 (달카스)
- 스모모네와 누베베 (메자마신, 돈 클릴레오네, 내레이터)
- 세인트 세이야 오메가 (라이오넷 반)
- 소드 아트 온라인 (코바츠)
- 탐험 드리랜드 (장고)
- 다마고치! (고와스치)
- 테르마이 로마이 (설계사무소 소장, 온천영감, 사자, 산적장)
- 마브러브 얼터너티브 츠쿠요미는 어둠에 있어 (크리스토퍼)
- 열등용사의 귀축미학 (쿠보타 하이토)
- 배틀 스피리츠 히어로즈 (라고시아 백)
- BRAVE10 (카타쿠라 코쥬로)
- 미래일기 (쿠로사키 류지)
- 매직 쾌두 (폴)

2013년
- 개와 가위는 쓰기 나름（宗像腕力）
- 건담 빌드 파이터즈（타츠조）
- 킬라킬 (가마고리 이라)
- 최강은하 얼티밋 제로 ~배틀 스피리츠~ (더그 골렘)
- 탐험 드리랜드 -천년의 진보- (세이베)
- CR겐로쿠 의인전낭만 (블러드 래드)
- 블러드 래드 (프랑켄)
- 나는 임금님 (이웃나라 임금님)
- 미니밴 (기사왕 알프레드,신죠 테츠, 카드의 목소리 (남자)) - 2시리즈
- 용사가 되지 못한 나는 마지못해 취직을 결심했습니다  (에드발트)

2014년
- 망나니 역사!! 마츠타로 (이노카와)
- 아마기 브릴리언트 파크 (렌치 씨)
- 저, 트윈 테일이 됩니다 (드래그 길디)
- 가이스트 크래셔 (용문)
- 건담 G의 레콘키스타 (2014년 - 2015년, 갈란덴 함장, 가반 마구다라)
- 대롱대롱 요괴지롱 (내레이션)
- 인생 (내레이션)
- 전국 바사라 (다치바나 무네시게
- 소니애니 -SUPER SONICO THE ANIMATION- (오징어 괴인)
- 단지 토모오 (라면집 주인)
- 디스크 워즈: 어벤저스 (크림슨 다이나모)
- 디-프래그! (오다와라)
- 도쿄 ESP (우루시바 린도)
- 드래곤 컬렉션  (미트 매니아)
- 히어로 뱅크 (긴케에 테츠노스케)
- 로봇 걸즈(료마)

2015년
- 청춘×기관총 (밀리터리 숍의 점장)
- GANGSTA. (갤러헤드 워호)
- 게이트 - 자위대. 그의 땅에서, 이처럼 싸우며 - 류자키
- 쥬얼펫 매지컬 체인지  (우두머리)
- 식극의 소마 (어부1, 어부)
- 다이아몬드 A (쿠마키리 진)
- 드래곤볼 슈퍼 (내퍼)
- 트리아지 X (미도오 준)
- 하이스쿨 D×D (뇌광의 바라키엘)
- 피카이아! (프레이저)
- 프리파라 (소피 아빠)
- 밀리언 돌 (마리코의 매니저)
- 월드 트리거 (운전수)
- 원피스: 에피소드 오브 사보 ~삼형제의 인연 기적의 재회와 이어받은 의지~ (지저스 버제스)

2016년
- 이 멋진 세계에 축복을! (난폭한 자, 취객)
- 코노스바 모바일 (판타스틱 데이즈
- Re: 제로부터 시작하는 이세계 생활 (마코스
- 액티브 레이드 -기동강습실 제8계-
- 아르슬란 전기 풍진난무 (일테리시)
- 우주 패트롤 루루코 (오버져스티스 본부장)
- 엔드라이드 (이베루다)
- 아저씨와 마시멜로 (히게 하바히로)
- 홍각의 판도라 (로버트 올트먼)
- 사카모토입니다만? (마루야마 선배)
- 종말의 이제타 (쿠로맨)
- 타부 타투 (레오나르도 번즈)
- CHEATING CRAFT (매머드 시험관)
- Dimension W (더글러스 마크스)
- 배틀 스피리츠 더블 드라이브 (적기사 카부토, 청색의 얼티멋)
- 빅 오더 (야규 쥬베)
- 부부키 부란키 (수상/이치히가시 코테츠)

2017년
- 세이렌 (야외활동 부장)
- 피카이아!! (프레이저)
- AKIBA'S TRIP -THE ANIMATION- (블랙홀 쿠로다)
- 나의 히어로 아카데미아 (엔데버)
- 아이돌타임 프리파라 (체육교사)
- 클락워크 플래닛 (사카무로 대위)
- Fate/Apocrypha (적의 캐스터 / 윌리엄 셰익스피어)
- 메이드 인 어비스 (하보르그)
- 마법진 구루구루 (카세기골드)
- 이세계는 스마트폰과 함께 (자무카)
- ONE PIECE 에피소드 오브 동쪽 바다~ 루피와 4명의 동료들의 대모험!!~ (파티)
- 나이츠 & 매직 (도르테오 마르도네스)
- 이세계 식당 (길렘)
- 도검난무 (히지카타 도시조)
- 디아 호라이즌 (라스트보스, 나레이션, 개, 몬스터)
- 키노의 여행 (장군)
- 마블 퓨처 어벤져스 (크림슨 다이나모)

2018년
- BEATLESS (셰스트 아커만 소위)
- BORUTO -보루토- NARUTO NEXT GENERATIONS (겟코)
- 이나즈마 일레븐 아레스의 천칭 (2018년 - 2019년, 카쿠마 오쇼) - 2시리즈
- 골든 카무이 (와다 대위)
- 노예구역 나와 23명의 노예 (분쿄 젠이치)
- 그라제니 (도고 준지)
- 은하영웅전설Die_Neue_These (프리츠 요제프 비텐펠트)
- 포치와 발명 피카친 키트 (크래커 대령)
- 히나 마츠리 (나이토)
- 퓨처 카드 신 버디파이트  (가르간쳐 드래곤)
- 듀얼 마스터즈! (코제니 머스크, 실리 대장)
- 사신 짱 드롭킥 (곰)
- SSSS.GRIDMAN (알렉시스 케리브)
- 게게게의 키타로 (제6작) (카라카사, 죠몬인)
- 라디앙 (돈 보스만)
- 바나나 피쉬 (스티브 로버트)
- 연애 막말 남자친구 ~시간의 저편에서 피는 사랑~ (무사시보벤케이)
- 폭조 바헌터 (프리미어 기가샤크)

2019년
- 야토가메짱 관찰일기 (담임 / 렛치리 선생님) - 3시리즈
- 이세계 콰르텟 (2019년 - 2020년, 난폭한 자)
- RobiHachi (카메카메카 대왕)
- 페어리 곤 (빅토르)
- 현자의 손자 (하부로)
- 마왕님 리트라이! (마운트 후지)
- 귀멸의 칼날 (거미 도깨비)
- Fate/Grand Order -절대마수전선 바빌로니아- (2019년 - 2020년 무사시보 벤케이)
- 바비론 (토라오 타쿠마)
- 창단! 짐승의 길 (MAO/마카데미안 오거)

2020년
- 도로헤도로 (단바)
- 프린세스 커넥트! Re:Dive (이캇치, 도적1, 野盗、福引の係員)
- 사장님, 배틀 시간입니다! (즈마타우로스)
- 쾌걸 조로리 ~불성실하면서도 성실한~ (대마신)
- 노리모노맨 모빌랜드의 카군 (존)
- 천청난만! (체이스 더 배드)
- 던전앤파이터:역전의 고리 (폭룡왕 바칼)
- 마왕학원의 부적합자 마왕학원의 부적합자 ~사상 최강의 마왕인 시조, 전생해서 자손들의 학교에 다니다~ ()
- 신들에게 주워진 남자 (워건)
- 불꽃 소방대 2장 (暖郎尾瀬)
- 곰 곰 곰 베어 (다몬)
- 나는 100만 명의 목숨 위에 서 있다 (게임 마스터)

2021년
- 회복술사의 재시작 (브렛)
- 주술회전 (쿠미야 쥬조)
- 백 애로우 (바이 토아츠)
- Vivy -Fluorite Eye’s Song- (쿠와나)
- Fairy 란마루 ~당신의 마음을 돕겠습니다~ (焔父)
- 소꼽친구가 절대로 지지 않는 러브 코미디 (카치 소이치로)
- 드래곤, 집을 사다. (나심)
- 궁극 진화한 풀다이브RPG가 현실보다 망겜이라면 (원아이)
- 현실주의 용사의 왕국 재건기 (가이우스 아미도니아)
- 경계전기 (제프리 윌슨)
- 진화의 열매 ~모르는 사이 성공한 인생~ (사리아 (진화 전) / 갓슬 크루트)
- 흡혈귀는 툭하면 죽는다 (마스터)
- 진정한 동료가 아니라고 용사 파티에서 쫓겨났기 때문에, 변경에서 슬로우 라이프 하기로 했습니다 (빅 호크)

2022년
- 괴인 개발부의 쿠로이츠 씨  (메기스토스)
- 용사, 그만둡니다 ~다음 직장은 마왕성~ (에드발트)

### 극장판
1999년
- 더☆도라에몽즈 이상한 과자한 오카시나나? (코게로보 3호)
- 유☆희☆왕(부하)

2001년
- 원피스: 네지마키 섬의 모험 (다니)
- ONE PIECE 장고의 댄스 카니발(대령)

2002년
- 극장판 턴에이 건담 I・II (하리 오드)
- 식스 엔젤스 (샘 캐년)
- BLUE GENDER THE WARRIOR (윤의 아버지)

2003년
- 원피스: 데드 엔드의 모험 (호크)

2004년
- APPLESEED (레이튼)
- 스팀 보이 (제이슨)
- 원피스: 저주받은 성검 (두목)

2005년
- 츠바사 -RESERVoir CHRoNiCLE-(쿠로가네)
- 록맨 에그제 빛과 어둠의 유산(장군.)

2007년
- 블리치: The DiamondDust Rebellion 또 하나의 빙륜환(코마무라 사진)
- 원피스: 사막의 공주와 해적들 (Mr.1)

2008년
- 블리치: Fade to Black 너의 이름을 부른다(코마무라 사진)
- 진구세주 전설 북두의 권(가데스)
- GHLANDER 하이랜더 ~디렉터스 컷판~()

2009년
- 썬더일레븐 극장판: 최강군단 오우거의 습격 (카쿠마 오쇼)
- 극장판 마크로스 프론티어 허공가희 ~거짓의 가희~ (중년)
- 문토 천상인과 아쿠토인 최후의 싸움(가스)

2011년
- 극장판 마크로스 프론티어 작별의 날개 (중년)

2012년
- 극장판 썬더일레븐 GO VS 골판지 전사 W(카쿠마 오쇼)

2013년
- 아우라 〜마류우인 코우가 최후의 싸움〜(백의)

2014년
- 극장판 이나즈마 일레븐 초차원 드림매치(카쿠마 오쇼)
- 극장판 카드 파이터 뱅가드!! 네온 메사이어 (신죠 테츠)

2015년
- 드래곤볼 Z: 부활의 F(시사미)

2017년
- 극장판 쿠로코의 농구 LAST GAME (제이슨 실버)
- 극장판 Fate/stay night [Heaven's Feel] I - III(진 어쌔신)

2018년
- 엔기문 (다르마 단장)
- 몬스터 스트라이크 THE MOVIE 소라노 카나타(료후)
- 드래곤볼 슈퍼: 브로리(내퍼)

2019년
- 프로메어(배리스 트러스)
- 원피스 스탬피드(릿치)
- 극장판 이 멋진 세계에 축복을! 붉은 전설(난폭한 자)
- 나의 히어로 아카데미아 THE MOVIE 히어로즈 : 라이징(엔데버)

2020년
- 메이드 인 어비스 깊은 영혼의 여명()
- G의 레콘기스타 (란덴 함장, 가반 막다라)
- 몬스터 스트라이크 THE MOVIE 루시퍼 절망의 새벽 (가웨인)
- 극장판 Fate/Grand Order -신성원탁영역 카멜롯-(呪腕のハサン)

2021년
- 짱구는 못말려 극장판: 수수께끼! 꽃의 하늘떡잎 학원  (파수꾼)

### 게임
1997년
- 진·삼국무쌍 시리즈 (1997년 - 2018년, 여포, 황개) - 23작품
- 랑글리서IV(사신 겐드라실, 알단 장군)

1999년
- 글로랜서(베르거)
- 성소녀 함대 버진프리트(가우론 경감)

2000년
- SD건담 GGENERATION (2000년 - 2020년, 해리 오드, 블룸 브록스 <OVER WORLD ->, 버락 진, 마이 캐릭터 보이스 장년 4 <OVER WORLD> [119]) - 10작품
- 센티멘탈 그래피티2(이와모토 켄)
- 테일즈 오브 에타니아 (이프리토)
- 북두의 권 세기말 구세주 전설 (라이가, 히루카)

2001년
- 빙글빙글 둥글게 (보닛)
- 사몬나이트2(재키니,카라우스)
- 슈퍼로봇대전α외전(해리 오드)
- 세가가(A연 부장, B연 부장, 아나운서)
- From TV animation ONE PIECE 튀어나와요 해적단! (패티, 푸딩)
- METAL GEAR SOLID 2 sons of liberty
- 구조헬기 에어레인저(단발)

2002년
- 근육맨II세 정의 초인으로의 길 (MAX맨, 데드 시그널, 근육 아탈)
- 근육맨II세 신세대초인VS전설초인(리자르트 아나운스)
- 그랜디아 익스트림(제이드)
- 삼국지전기 / 2(2002년 - 2003년, 뤼푸, 장비, 엄안, 류도) - 2작품
- 조조의 기묘한 모험 황금 선풍 (레오네 아바키오)
- 슈퍼 로봇 대전 IMPACT (무게 졸바도스)
- 제노사가 에피소드 I [힘에 대한 의지] (유키히라 토가시)
- 테일즈 오브 팬덤 Vol.1 (이플리트, 밥)
- 팩맨월드2(팩레인저)
- 훌리건~ 그대 안의 용기~ (모듈러 원수)
- From TV animation ONE PIECE 그랜드 배틀! 2 (Mr.1, 프로기)
- 닭꼬치 아가씨~굉장한 솜씨 번창기~(죠지)
- 러브★스매시! (레프트 훅 스미스)
- 구조헬기 에어레인저2 (보브)
- 록맨 제로(팬텀)

2003년
- 비너스 & 브레이브스 ~마녀와 여신과 멸망의 예언~ (오르가)
- 토끼 - 야성의 투패 - 야마시로 마작 편 (다나카 겐자몬)
- 이그더스켈레톤(아서 D. 커닝엄)
- 캐슬 바니아~새벽달의 원무곡~ (그레이엄 존스, 해머)
- 퀴즈 매직 아카데미(썬더스)
- 글로랜서IV(딜라인G뮌처)
- 더 킹 오브 파이터즈 EX2 ~HOWLING BLOOD~ (오오가미 에이지)
- 사몬나이트3 (재키니)
- 슈퍼 로봇 대전 시리즈 (2003년 - 2018년, 일반병) - 7작품
- 제2차 슈퍼 로봇 대전α (레첼 파인슈메커 외)
- 테일즈 오브 심포니아 (이플리트)
- From TV animation ONE PIECE 오션스 드림! (Mr.1)
- 유메리아(선생님)

2004년
- 아오이 눈물(쿄타로)
- 이리스의 아틀리에 이터널마나(무루)
- 울트라맨(울트라맨)
- AIRFORCE DELTA ~BLUE WING KNIGHTS~ (릭 캠벨, 세르게이 킨스키, 제이크 에머슨)
- 근육맨 제너레이션즈 (악마 장군, 리잘트 아나운스)
- 사쿠라자카 소방대(본조 유이치로)
- 슈퍼로봇대전GC / XO (2004년 - 2006년, 와케인, 자크론, 누비아교 단원) - 2작품
- 제노사가 프릭스 (유키히라 토가시)
- 제노사가 에피소드II [선악의 피안] (유키히라 토가시)
- 모두의 GOLF 포터블(마스터)
- METAL GEAR SOLID 3 SNAKE EATER
- 록맨 제로3(팬텀)
- ONE PIECE 랜드랜드! (브로기, Mr.1)

2005년
- 악마성 드라큘라 창월의 십자가 (율리우스 벨몬드, 해머)
- 토끼 - 야성의 투패 - ONLINE (다나카 곤자몽)
- 오즈 -오즈 -(비티스)
- 아랑전 Breakblow (그레이트 타츠미, 이즈미 소이치로, 카타오카 테루오)
- 괴!!남숙(나찰)
- 스타폭스 어썰트(팬서 카를로소)
- 제3차 슈퍼로봇대전 α종언의 은하로 (레첼 파인슈메커, 무궁 졸바도스, 오메재단 병)
- 테일즈 오브 레전디아 (에드 커티스, 이프리토)
- 천외마경III NAMIDA (열화의 명왕)
- NAMCO x CAPCOM (벨라보만)
- FRONT MISSION 5 Scars of the War (랜디 오닐)
- ONE PIECE 그라바토! RUSH (Mr.1, 리치, 패티)
- ONE PIECE 파이리츠 카니발 (브로기, 패티, 잠바이)

2006년
- 영웅 전설 하늘의 궤적 FC (진 바섹) ※ PSP 버전만
- 영웅전설 하늘의 궤적 SC (짐 바섹)
- 에델바이스(야가미 유타카)
- 건퍼레이드 오케스트라(타니구치 료마)
- 근육맨 머슬 제너레이션즈 (악마장군 골드만)
- 근육맨 머슬 그랑프리(악마 장군)
- 근육맨 머슬 그랑프리 MAX (악마 장군)
- 제노서가I·II(유키히라·토가시)
- 제노사가 에피소드 III [차라투스트라는 이렇게 말했다] (유키히라 토가시)
- 테일즈 오브 판타지아 - 풀보이스 에디션 - (블럼발드 밀레네)
- 천지의 문2 무쌍전 (에지엔 잔)
- BLEACH DS 창천으로 달리는 운명 (코마무라 사진)
- 마부라브 오르타네이티브 전연령판 (타마세 겐죠사이)

METAL GEAR SOLID Portable OPS(스코우롱스키)
- 록맨젝스(모델P,톤)

2007년
- 영웅전설 하늘의 궤적 the 3rd (짐 바섹)
- 주식 트레이더 슌 (다치바나, 야채 가게 타이치)
- 아랑전 Breakblow Fist or Twist (그레이트 타츠미, 이즈미 소이치로, 카타오카 테루오)
- 기동전사 건담 MS전선 0079 (병사)
- 근육맨 머슬 그랑프리 2 (악마 장군)
- 샤이닝 윈드(로우엔)
- 슈퍼로봇대전 OG ORIGINAL GENERATIONS (에르잠 V 블랑슈타인 / 레첼 파인슈메커)
- 슈퍼로봇대전 OG외전 (에르잠 V 블랑슈타인 / 레첼 파인슈메커)
- 테일즈 오브 팬덤 Vol.2 (이플리트)
- 유구노 사쿠라(요코이 시로)
- Fate/stay night [Realta Nua] (진아사신)
- 페이트/타이거 콜로세움(진아사신)
- 무쌍 OROCHI (여포, 황개)
- Wonderland ONLINE (클리프)

2008년
- 가면라이더 배틀 감바라이드 (가면라이더 1호)
- 근육맨 머슬 그랑프리 2 특곱배기 (악마 장군)
- 환상 수호지전 티어크라이스 (다이얼프)
- 직소월드 ~대격투! 지그배틀 히어로즈~ (저스티거)
- 시그마 하모닉스(딕슨)
- 슈퍼로봇대전Z (해리 오드, 백귀병, 백인방)
- Scarlett ~일상의 경계선~ (별당 이즈미쿠로 스칼렛)
- 대난투 스매시 브라더스 X (팬서 카를로소)
- 테일즈 오브 베스페리아 (펠로, 이프리토)
- 밴티지 마스터 포터블 (진)
- 판타시스타 ZERO (옥기)
- 포이즌 핑크(로그)
- 마크로스 에이스 프론티어 (파일럿남 B)
- 무한한 프런티어 슈퍼로봇대전 OG사가 (슈텐, 에이젤 그라나타)
- 무쌍 OROCHI 마왕재림 (여포, 황개)
- 위그드라 유니온(바르두스)
- 룬팩토리2(고든,브라이)

2009년
- R - TYPE TACTICS II - Operation BITTER CHOCOLATE - （남자 주인공）
- 번개 일레븐 2 위협의 침략자 (히라이 노부조)
- 콜 오브 듀티 모던 워페어 2 (셰퍼드 장군)
- 슈퍼 로봇 대전 NEO(사룡병)
- 드래곤볼 레이징 블라스트(나파)
- 뱀부 블레이드 ~ "그리고"의 도전~ (이시바시 켄자부로)
- 홋타라케의 섬 카나타와 무지개색 거울 (수수께끼의 거주자)
- 마크로스 얼티멋 프론티어(게일리 머독)
- 무쌍 OROCHI Z (여포, 황개)

2010년
- 악마성 드라큘라 하모니 오브 디스페어 (율리우스 벨몬드)
- Another Century ' s Episode : R
- 썬더일레븐3 세계에의 도전!! (카쿠마오조)
- Angelic Crest(달)
- 기동전사 건담 익스트림 버서스 (해리 오드)
- 참격의 REGINLE IV(하겐)
- 시그마 하모닉스 코다(딕슨)
- 샤이닝 하츠(아이작)
- 전국 BASARA 3 (다치바나 무네시게)
- 테일즈 오브 판타지아 역할놀이 던전X(이프리또)
- 드래곤 볼 태그 버서스 (낫파)
- 드래곤 볼 레이징 블라스트 2(나파)
- 무한한 프런티어 EXCEED 슈퍼 로봇 대전 OG 사가 (에이젤 그라나타, 록 아이)
- 메탈파이트 베이블레이드 포터블 초절전생! 발칸홀세우스(세트)
- ONE PIECE 갠트 배틀! (Mr.1)

2011년
- 드래곤볼 히어로즈 (2011년 -, 낫파 <2대째>, 토마, 루드, 검은연기룡, 시사미)
- 이나즈마 일레븐 GO 샤인/다크(카도마오조)
- 영웅 전설 푸른의 궤적 (시그문트 오르란도)
- 올 가면 라이더 라이더 제너레이션 (가면 라이더 1호)
- 가면라이더 클라이맥스 히어로즈 포제 (가면라이더 1호)
- 슈퍼 전대 배틀 다이스오 DX (데카마스터 다이아잭)
- 전국 BASARA 3 연회 (다치바나 무네시게)
- 제2차 슈퍼로봇대전Z 파계편 / 재세편(2011년- 2012년, 해리 오드, 버락 진, 무게 졸바도스 외) - 2작품
- 닥터 로트렉과 망각의 기사단 (귀스타프 브로켄슈타인)
- 일상<외계인>(타카사키 선생님)
- MARVEL VS . CAPCOM 3 Fate of Two Worlds （아서）
- 무쌍 OROCHI 2 (여포, 황개)
- ONE PIECE 기간트 배틀! 2 신세계(Mr.1)
- ONE PIECE 원피 베리 매치 W (Mr.1, 지저스 버제스)

2012년
- 아샤의 아틀리에 ~황혼의 대지의 연금술사~ (프레드 로드포크)
- 번개일레븐 GO2 크로노 스톤 넵우/라이메이(관우, 각마왕장, 병마용)
- 올 가면 라이더 라이더 제너레이션 2 (가면 라이더 1호)
- 가면 라이더 초클라이맥스 히어로즈 (가면 라이더 1호)
- 기동전사 건담 익스트림 버서스 풀부스트 (해리 오드)
- 환상 수호지전 방적사 백년의 때 (바타무하탄, 사티야카)
- CODE OF PRINCESS (노라주먹·T·이빨)
- 샤이닝 블레이드(펜릴백작)
- 신·광신화 파르테나의 거울(라즈, 오라므라즈)
- 진·북두무쌍 (데빌 리버스, 적붕)
- 슈퍼 로봇 대전 OG 서가 마장기신 II REVELATION OF EVIL GOD (게리)
- 제2차 슈퍼 로봇 대전 OG (레첼 파인슈메커)
- 도쿄 바벨(베리얼)
- NEW 러브플러스 (도서위원 고문선생님)
- PROJECT X ZONE (아서)
- 진지하게 나를 사랑하세요!!R(이타가키 류헤이)
- 무쌍 OROCHI2 Special (여포, 황개)
- 무쌍 OROCHI2 Hyper (여포, 황개)
- 원피스 ROMANCE DAWN 모험의 새벽 (Mr.1, 패티)
- ONE PIECE 원피베리 매치 IC(브로기)

2013년
썬더일레븐GO 갤럭시 빅뱅/슈퍼노바(이레이드 오비에스, 탐간저, 각마왕장)
- 카드 파이터!! 뱅가드 라이드 투 빅토리!! (신조 테쓰)
- 가이스트 크래셔 (용문)
- 카오스 히어로즈 온라인 (킹제이)
- 가면라이더 배틀 건버라이징 (가면라이더 1호 <딱 카이건 3탄까지>)
- 기장엽병 건하운드EX(??)
- 샤이닝 아크(징가
- 슈퍼 로봇 대전 OG INFINITE BATTLE (에르잠 V 블랑슈타인 / 레첼 파인슈메이커)
- 슈퍼로봇대전 OG 다크 프리즌 (퀘파로크 나모)
- 슈퍼 로봇 대전 UX (사와도 타쿠로, 중년 <마크로스 F>)
- 테일즈 오브 심포니아 유니조넌트 팩 (이프리토)
- HEROES' VS (스트라가이아)
- 마블라브 오르타네이티브 토탈 이클립스 (크리스토퍼)
- 무쌍 OROCHI2 Ultimate (여포, 황개)

2014년
- 영웅 전설 푸른의 궤적 Evolution (시그문트 오르란도)
- 기동전사 건담 익스트림 버서스 맥시부스트 (해리 오드)
- GUILTY GEAR Xrd -SIGN-(레오=화이트펑) ※DLC 추가 캐릭터
- 샤이닝 레조넌스(트리슐라)
- 슈퍼 히어로 제너레이션 (가면 라이더 1호)
- 전국 BASARA4 (다치바나 무네시게)
- 전국무쌍 Chronicle 3 (여포)
- 제3차 슈퍼 로봇 대전Z 시옥편 / 천옥편 (아카기 류노스케)
- 대난투 스매시 브라더스 for Wii U (팬서 카를로소)
- 히어로뱅크(금형 텟노스케)
- 히어로뱅크2 (금형 텟노스케)
- BLADE ARCUS from Shining (펜릴,아이작)
- ONE PIECE 초 그랜드 배틀! X (지저스 버제스)
- ONE PIECE 원피스 킹스(Mr.1)

2015년
- 영웅전설 하늘의 궤적 FC Evolution (짐 바섹)
- GUILTY GEAR Xrd -REVELATOR- (레오=화이트펑)
- 그랑블루 판타지 / 버서스 (2015년 - 2020년, 패스티바) - 2작품
- 슈퍼로봇대전 BX (케도라, 드레이크군 병사, 비쇼트군 병사)
- 전국 BASARA 4 황 (다치바나 무네시게])
- 타임 크라이시스5 (로버트 백스터)
- 디지몬스토리 사이버스루스 (검투몬)
- DEAD OR ALIVE 5 LAST ROUND （라이도우）
- 드래곤볼Z 초궁극 무투전 (낫파)
- 드래곤볼 제노바스 (낫파)
- Fate/Grand Order / Arcade (2015년 - 2020년 무사시보 벤케이, 윌리엄 셰익스피어, 주완의 하산, 니콜라 테슬라, 찰스 버티지) - 2작품
- BLADE ARCUS from Shining EX (펜릴, 아이작)
- 브레이블리 세컨드(쿠푸린)
- 로스트 히어로즈 BONUS EDITION / 2 (가면 라이더 1호) - 2작품
- Hearthstone : 하스스톤 (가로시 헬스 크림)
- 원피스 해적무쌍 3/4 (2015년 - 2020년, Mr.1 / 다스 보네스, 지저스 버제스) - 2작품

2016년
- 올 가면 라이더 라이더 레볼루션 (가면 라이더 1호)
- 카드 파이팅!! 뱅가드 G 스트라이드 투 빅토리!! (신조 테쓰)
- 슈퍼로봇대전 OG 문 듀에라즈 (레첼 파인슈메커)
- 전국 BASARA 사나다 유키무라 전 (다치바나 무네시게)
- 드래곤볼 제노바스 2 (낫파)
- 드래곤볼 퓨전즈(낫파)
- Mighty No.9 (사이즈 믹)

2017년
- 제노블레이드2(뱌코)
- 선광의 윤무 2 (자일즈 히트펠트)
- 아득한 타향 그란빌리아 (볼프)
- 도쿄 방과후 사모너스 (탕가로아, 선더버드)
- [무쌍] ☆ 스타즈 (여포)
- Shadow verse(바롯사,매직건 헌터)

2018년
- 드래곤볼 파이터즈(낫파)
- 드래곤볼 레전즈(나파,토마)
- 무쌍 OROCHI 3 (여포, 황개)
- CARAVAN STORIES (랑볼드)
- 대난투 스매시 브라더스 SPECIAL (팬서 카를로소)

2019년
- 리볼버즈에이트(벌거벗은왕)
- DEAD OR ALIVE 6 (뇌도)
- 슈퍼 로봇 대전 T (라그나야르 딘 할리쉬 외)
- 슈퍼 드래곤볼 히어로즈 월드 미션(나파, 토마, 루드, 검은연기룡, 시사미)
- 전국 BASARA 배틀 파티 (다치바나 무네시게)
- 길라길 더 게임 - 이부 - 히키 군가
- 알카 라스트 끝나는 세계와 가희의 과실 (우야)
- 크로스×로고스(지류)
- 슈퍼 로봇 대전 X-Ω (레첼 파인슈메커)
- 블레이드 엑스로드 (헬리오스 갈그레이브)
- 월드 플리퍼(레옹)
- 뱅가드 ZERO(신조 테쓰)

2020년
- 드래곤볼Z 카롯트(낫파)
- 조조의 피타파타팝(달카스)
- 이 멋진 세상에 축복을! 판타스틱 데이즈 (거친 사람)
- ONE PUNCH MAN A HERO NOBODY KNOWS (아수라 카부토)
- 나의 히어로 아카데미아 One's Justice 2 (엔데버)
- 인디비지블 어둠을 쫓는 영혼들 (크루엘)
- 라이브 어 히어로! (토우슈)
- 진·여신 환생III NOCTURNE HD REMASTER
- 드래곤 퀘스트 라이벌즈(충신 산초)

2021년
- 제로부터 시작하는 다른 세계 생활 거짓 왕선 후보 (마코스)
- 낙서 킹덤 (그란디 드라고)
- 나의 히어로 아카데미아 ULTRA IMPACT (엔데버)

G*UILTY GEAR -STRIVE- (레오=화이트펑)
- 영웅 전설 여의 궤적 (진 바섹)
- 귀멸의 칼날 노카미 혈풍담 (거미의 귀신 <아버지>)
- 슈퍼로봇대전 30 (도로테오 마르도네스, 알렉시스 켈리브 외)

### 더빙

#### 영화 (더빙)
- 화 진·삼국무쌍 (여포 <루이스 쿠>)
- 이터널즈 (길가메시 <마동석>)
- 에너미 포스 한계공역 (레이 <빌리 "슬라이" 윌리엄스>)
- 오픈하우스에 오신 것을 환영합니다(크리스) ※Netflix판
- 금지된 놀이 (조제프 드레 <뤼시앙 유베르> ) ※ N.E.M 판
- 코치 카터(제이슨 라일 <채닝 테이텀>)
- 쇼타임(경관)
- 블랙 다이아몬드(블러드 엠포서) ※소프트 버전
- 프론티어(톰)
- 리베라 메(소방관)
- 롤러볼 (토바) ※DVD, 비디오판
- 와운즈: 저주받은 메시지 (에릭) ※Netflix판
- 원스 앤 포에버(울렛) ※DVD 비디오판

#### 드라마
- 크리미널 마인드6 FBI 행동분석과(닥터)
- 파워레인저 S.P.D. (아누비스 "도기" 크루거 / 쉐도우레인저 <정츄이>)
- 파워레인저 미스틱포스(다갈론/솔라리스 나이트<존 츄이>)
- 멘탈리스트 2 #5 (제브하스)

#### 애니메이션
- 애니 매트리스(모히칸)
- 저스티스 리그(브레이니악)
- 슈퍼맨(브레이니악)
- 스파이더맨 : 스파이더 버스 (아론 데이비스 / 프로울러, 어스 67의 스파이더맨)
- 초로봇 생명체 트랜스포머 프라임 (보겔)
- 트랜스포머 어드벤처 (그랜드 파운더)
- 트랜스포머 사이버버스 (2019년, 그림록)
- 트랜스포머 : 워 포 사이버트론 : 어스라이즈 (2020년)
- 배트맨 : 브레이브 & 볼드 (브와나 비스트)
- 프로메어 (바리스 트러스)

### TV 프로그램
- 그 노래가 들려 (NHK)
- 최강 격투기 · 전극 G! (TV 도쿄 / 내레이션)
- 뇌내 에스테틱 IQ 사프리 (후지 TV / 내레이션) - 프로그램 레귤러를 모방한 SD 캐릭터가 등장하는 경우, 이시즈카 히데히코를 모방한 캐릭터의 소리를 담*당하는 케이스가 많다. 또, 나카오 아키라를 모방한 캐릭터의 목소리를 흉내내듯이 연기했을 때는, 해답자로부터 「닮았다」라는 소리가 높아졌다.
- THE 세계유산 (TBS / 목소리 출연)
- 초잠입! 리얼 스코프 하이퍼 (후지TV / 목소리 출연)
- 카스페! 세계를 떠들썩하게 한 대사건 뉴스의 본인 직격 SP (후지TV / 목소리 출연)
- 당신이 알지도 모르는 세계 (후지TV / 목소리 출연)
- 폭보! THE 프라이데이 (TBS / 목소리 출연)
- 우리들은 만화로 강해진 「누구라도 영웅이 될 수 있다! 근육맨」(NHK BS1 / 버팔로맨[198])
- Let's 천재 TV군 (NHK 교육 / 텐구사마 역)
- 불꽃체육회TV (TBS / 목소리 출연)
- 영화 「프로메어」공개 기념 SP(후지TV)

### 라디오
- 이나다 토오루의 나=몽몽 파워풀 라디오(인터넷 라디오)
- 츠바사 크로니클 유이 & 미카의 프리 ☆ 스테이 (인터넷 라디오)
- 프리☆스테리턴(넷트 라디오)
- 라디오 드라마 에메랄드 드래곤(남)
- 바미레이-레이-초자연 재해 라디오 대책실 제32·33회 방송(게스트)
- 스파로보 OG넷 라디오 너무 맛있는 WAVE 제125회 방송(게스트)
- JOJOraDIO 제7·8회 전달 (게스트)

### 라디오 드라마
- TV 애니메이션 「빅 오더」후일담적 오리지널 오디오 드라마 (야나기오 쥬베)
- 하나노케이지(2012년, 유키 히데야스)

### 영화
- 춤추는 대수사선 THE MOVIE(1998년)
- BLEACH SOUL SONIC 2005 " 夏 "
- 파리권 폴리머(나레이션)

### CM
- 하이퍼 구조 3호 (II형) (야시 대원)
- 반다이 데카 마스터 변신 시리즈(2004년)
- 다이와 하우스, 다이와 리빙 「D-room 『가면 라이더』편』(2012년) (가면 라이더 1호의 목소리)
- 쿠레공업, KURE 5-56 ""라이더와 소년"편, "파파 셔터"편"(2017년)(가면라이더 1호의 목소리)

### 무대
- 극단 대부호 5회 공연 'ETERNAL BLUE' (2008년 9월 25일-28일, 아사쿠사바시 애드리브 소극장)
- 극단 대부호 번외공연 칼리지 오브 더 윈드 (2009년 8월 27일-30일, 아사쿠사바시 애드리브 소극장)
- 극단 대부호 특별 공연 「Cage.」(2010년 3월 24일-28일, 나카노 더 포켓)
- 캡슐 병단 '초강 기원 사사즈카인~암흑의 이노센트~'(2011년 10월 6일~10월 10일, 사사즈카 팩토리)
- 캡슐 병단 '초강 기원 사사카인 - 새로운 위협' (2013년 7월 11일~7월 15일, 사사즈카 팩토리)
- 캡슐병단 '남자만의 대화극 제2탄! '다크나이트 라이징' 캡슐병단 EX공연' (2014년 2월 13일~2월 18일, 워설시어터 하치만야마 극장)
- 극단 도쿄도 스즈키구 낭독문화협회 제1회 강연 '낭독극 네가, No.1' (2016년 10월 8일-9일, 자코엔지2) - 사이버 선배 역
- 2.5차원 프로레슬링 《몽환대전》 (2017년 11월 27일, 신주쿠 FACE) - 도깨비 역 (목소리 출연)
- 극단 헤로헤로Q 캄파니 무한의 거주자 완결편 (2018년 5월 13일 - 22일, 전노제 홀/스페이스 제로) - 아라시노 사자야 역
- 머슬 5 ~ 필살기는 이제 정해지지 않아 ~ (2021년 9월 1일 고라쿠엔 홀)

### 파칭코
- 파칭코 근육맨~꿈의 초인택편~(넵튠맨)
- CR 파칭코 가면라이더 V3(가면라이더 1호)
- CR 파칭코 가면라이더 풀 스로틀 (가면라이더 1호)
- 빠칭코 CR 와시즈 염마 투패 - 삽입곡 '광연'을 담당 [200]